# Gerhard Thümmel
Kurt Gerhard Thümmel (* 15. Dezember 1895 in Seehausen; † 7. Juni 1971 in Münster) war Konsistorialpräsident der Evangelischen Kirche in Westfalen.

## Leben

### Herkunft und Familie
Gerhard Thümmel wurde als Sohn des Sanitätsrates Carl Thümmel und seiner Frau Emilia Wilhelmine Bruheim geboren. Am 13. Mai 1927 heiratete er Helene Steinfeld (1898–1993). Aus der Ehe sind drei Kinder hervorgegangen.

### Werdegang und Wirken
Nach achtjährigem Besuch des Gymnasiums Quedlinburg legte Gerhard Thümmel am 14. August 1914 die Notreifeprüfung ab, um sich wenige Tage später als Kriegsfreiwilliger zu melden. Er nahm am Ersten Weltkrieg teil und war ab 1916 als Leutnant der Reserve eingesetzt. Vom 5. Februar 1919 bis zum 1. Juli 1921 studierte er in Halle Rechtswissenschaften, machte am 23. Juli 1921 seine 1. juristische Staatsprüfung und promovierte am 5. Dezember 1923 zum Dr. iuris utriusque mit der Dissertation Die Jagdgenossenschaft der preußischen Jagdordnung vom 15. Juli 1907. Nach der 2. juristischen Staatsprüfung am 13. Dezember 1924 wurde er Assessor und übernahm die Verwaltung der Stelle als Konsistorialassessors beim Evangelischen Konsistorium Berlin. Am 1. Juli 1934 zum Oberkirchenrat bei der Kirchenkanzlei der Deutschen Evangelischen Kirche ernannt, wurde er am 1. März 1936 als Oberkonsistorialrat mit der Führung der Geschäfte des Konsistorialpräsidenten in Münster beauftragt. Zum 1. Mai 1938 wurde die Ernennung zum Konsistorialpräsidenten wirksam. Im Zweiten Weltkrieg war Thümmel zuletzt als Hauptmann der Landwehr eingesetzt.
In den Kirchendienst zurückgekehrt, wurde er zum 1. Januar 1949 hauptamtliches Mitglied der Kirchenleitung und juristischer Vizepräsident des Landeskirchenamtes Bielefeld. In diesem Amt blieb er bis zu seinem Ruhestand am 15. Januar 1965.

### Ehrungen
- Eisernes Kreuz I. und II. Klasse
- 1969: Großes Bundesverdienstkreuz

### Veröffentlichungen
- Handbuch des evangelischen Kirchenrechts für die Evangelische Kirche der altpreußischen Union, Bd. 1: Gesetze und Verordnungen. Die wichtigsten Bestimmungen zur Verfassung und Verwaltung der Evangelischen Kirche der altpreußischen Union. Berlin 1931.
- Evangelisches Kirchenrecht in Rheinland und Westfalen. Sammlung kirchenrechtlicher Gesetze, Bd. 1: Kirchenordnung und andere Grundgesetze. Bielefeld 1950.
- Finanzausgleich und Kirchenverfassung. In: Zeitschrift für evangelisches Kirchenrecht 5 (1957), S. 341 ff.
- Die Verwaltung der Evangelischen Kirche von Westfalen seit 1815. Bielefeld 1957.